# Abraxas expectata
Abraxas expectata là một loài bướm đêm thuộc họ Geometridae. Nó được Warren miêu tả năm 1902. Nó được tìm thấy ở Úc.